# High Efficiency Image File Format
High Efficiency Image Format (HEIF), en français « format d'image à haute efficacité », est un format de fichier pour les images et les séquences d’images. Ce format a été développé par le groupe de travail Moving Picture Experts Group et est défini par la norme MPEG-H Part 12 (ISO/IEC 23008-12).
La compression est HEVC, décrite dans ISO/IEC 14496-15 et le conteneur est ISO Base file format, defini dans ISO/IEC 14496-12 .
Ce format est utilisé par iOS (depuis sa version 11 et l'iPhone 7) pour stocker les images et les séquences d’images. Voir WWDC 2017, et Canon utilise aussi ce format pour stocker les images HDR PQ pour l'appareil 1D X Mark III. Voir Canon HEIF dont l'extension de fichier est .HIF.

## Historique
Les besoins et les principaux cas d’utilisation ont été définis en 2013,. Le développement technique des spécifications a pris environ un an et demi et a été finalisé pendant l’été 2015.
Apple l'a déployé en 2017 comme format par défaut pour les photos avec iOS 11 et macOS High Sierra. L'encodage HEVC permet d'avoir une image 50% plus légère que la même image en JPEG. Cela permet de gagner en vitesse de transfert et d'économiser de la bande passante. L'espace de stockage est également économisé.

## Logiciels permettant de visionner les fichiers .HEIF sur le PC
Sous Windows 10, l'aperçu HEIF est disponible à partir de la version 17123 (RS4). Pour y accéder, il est nécessaire d'installer deux plugins : l'extension d'image HEIF et l'extension vidéo HEVC payante. Pour afficher les images HEIF dans les versions antérieures de Windows, il existe des programmes distincts.
Quelle que soit la version de Windows, le programme commercial XNView et le logiciel libre DigiKam permettent d'afficher les images au format HEIF.
Gimp dans sa version 2.10 permet de lire, écrire et modifier les fichiers HEIF depuis une distribution Linux ou tout système d'exploitation compatible avec Gimp.
Aperçu permet de modifier un HEIF sans le convertir depuis macOS 10.13.4.

## Le format HEIC, version Apple du format HEIF
Apple, en 2017, a implanté une variante du format HEIF pour qu'il soit utilisé par défaut sur ses propres appareils, et l'a appelé HEIC, pour High Efficiency Image Container, en français « conteneur d'image à haute efficacité ». Les deux formats sont interchangeables, mais Apple utilise l'extension HEIC sur ses appareils,.